# Plăieșii de Jos
Plăieșii de Jos [pləˈʲeʃi de ʒos] (ungarisch Kászonaltíz) ist eine Gemeinde im Kreis Harghita, in der Region Siebenbürgen in Rumänien.
Der Ort Plăieșii de Jos ist auch unter den rumänisch veralteten Bezeichnungen Plăieștii de Sus und Altiz und der ungarischen Bezeichnung Nagykászon, Altíz und Alsótíz bekannt.

## Geographische Lage

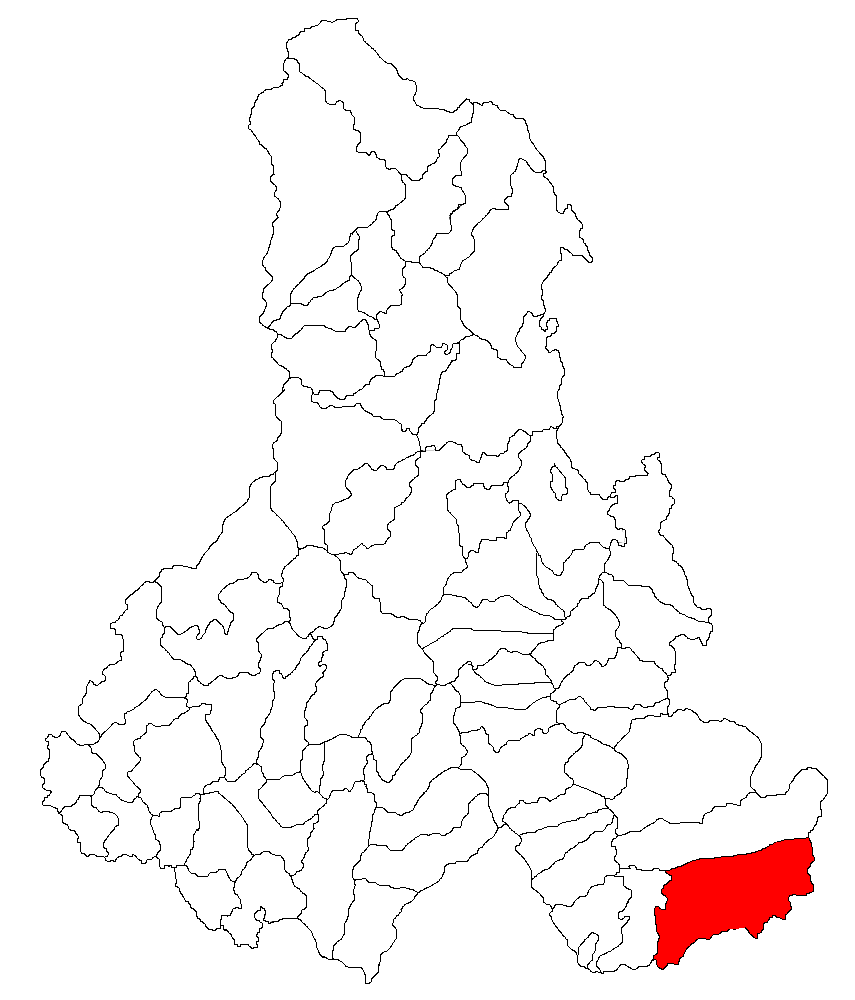
Lage der Gemeinde Plăieșii de Jos im Kreis Harghita

Die Gemeinde Plăieșii de Jos liegt östlich Nordsiebenbürgens in den Südwestausläufern des Ciucului-Gebirges, eines Teilgebirges der Ostkarpaten, in der historischen Region Szeklerland im Südosten des Kreises Harghita. Am Bach Cașin, einem Nebenfluss des Râul Negru (Schwarzbach), und der Kreisstraße (drum județean) DJ 121G liegt der Ort Plăieșii de Jos etwa 45 Kilometer südöstlich von der Kreishauptstadt Miercurea Ciuc (Szeklerburg) entfernt.

## Geschichte
Der mehrheitlich von Szeklern bewohnte Ort Plăieșii de Jos wurde 1333 erstmals urkundlich erwähnt.
Auf dem Areal des Gemeindezentrums, am linken Ufer des Baches Nagyszotye, ist eine etwa 70 × 20 m große Burg mit einem halbumrundeten Graben und im eingemeindeten Dorf Plăieșii de Sus (ungarisch Kászonfeltíz), bei Cetatea de piatră, auch eine Burg vermerkt. Beide sind noch keinem Zeitalter zugeordnet. Auf dem Areal des eingemeindeten Dorfes Imper (ungarisch Kászonimpér), am Fuße des 994 m hohen Berges Cetatea Bakmáj (ungarisch Bakmájvára), sind Bergwerke vermerkt. Vermutlich wurde Gold oder Blei gefördert.
Im eingemeindeten Dorf Iacobeni (Jakeschdorf) liegt das alte Kurbad Cașin, 1850 errichtet. Das Salutaris-Heilwasser wird bei Verdauungsleiden eingesetzt.

## Bevölkerung
Die Bevölkerung in der heutigen Gemeinde Plăieșii de Jos entwickelte sich wie folgt:
| Volkszählung | Volkszählung | Ethnische Zusammensetzung | Ethnische Zusammensetzung | Ethnische Zusammensetzung | Ethnische Zusammensetzung |
| Jahr         | Bevölkerung  | Rumänen                   | Magyaren                  | Deutsche                  | andere                    |
| ------------ | ------------ | ------------------------- | ------------------------- | ------------------------- | ------------------------- |
| 1850         | 6905         | 872                       | 5898                      | -                         | 135                       |
| 1920         | 6633         | 1227                      | 5375                      | 3                         | 28                        |
| 1941         | 6247         | 54                        | 6180                      | 7                         | 6                         |
| 1966         | 4624         | 465                       | 4113                      | -                         | 46                        |
| 2002         | 2979         | 276                       | 2431                      | 1                         | 271                       |
| 2011         | 3033         | 186                       | 2760                      | -                         | 87                        |
| 2021         | 2819         | 117                       | 2289                      | -                         | 413                       |

Seit 1850 wurde in der heutigen Gemeinde Plăieșii de Jos die höchste Einwohnerzahl 1850 ermittelt. Die höchste Anzahl der Magyaren (6783) wurde 1880, die der Rumänen 1920, die der Roma (326) 2021 und die der Rumäniendeutschen 1941 ermittelt. Im Gemeindezentrum wurden 1966 25 Ukrainer registriert.

## Sehenswürdigkeiten
- Im Gemeindezentrum stehen die römisch-katholische Kirche Christos Rege[9], im 15. Jahrhundert errichtet und im 20. erneuert, und das Holzhaus bei Nr. 92, im 19. Jahrhundert errichtet, unter Denkmalschutz.[10] Gut erhalten ist die barocke Schiffsdecke, 1770 errichtet. Bei Restaurierungsarbeiten 1938 bis 1942 wurden an der Kirche Fragmente altungarischer Kerbschrift sowie Wandmalereien von 1466 freigelegt. Auf dem Dorffriedhof sind geschnitzte Totenpfähle vorhanden.[4]
- Im eingemeindeten Dorf Imper stehen das Landhaus der ungarischen Adelsfamilie Balázsi, 1833 errichtet, und das Wohnhaus von Váncsa M. Éva, 1901 errichtet, unter Denkmalschutz.[10] Das Landhaus Balázsi wurde von Wiener Architekten entworfen.[4]

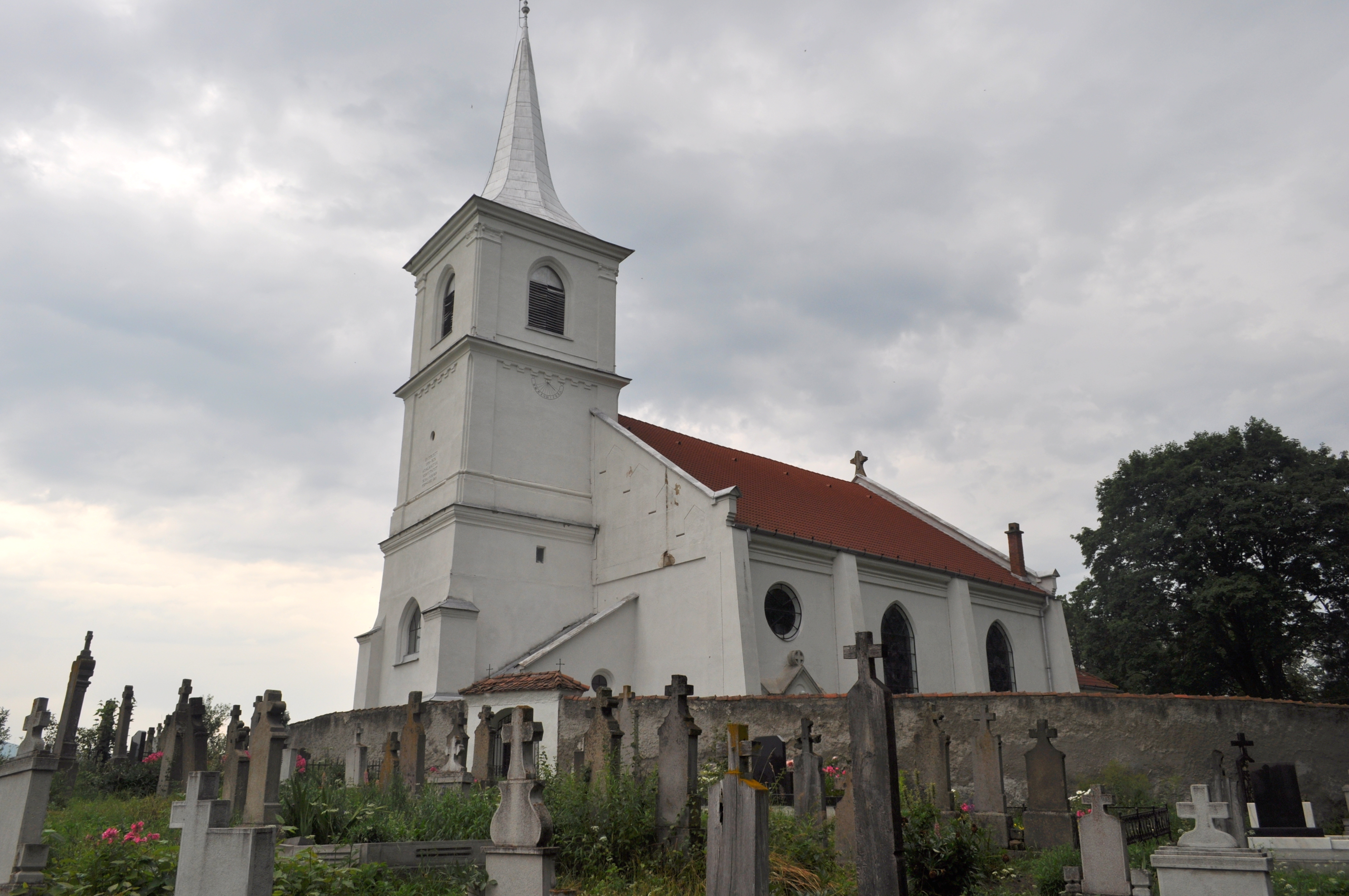
Römisch-katholische Kirche in Plăieșii de Jos
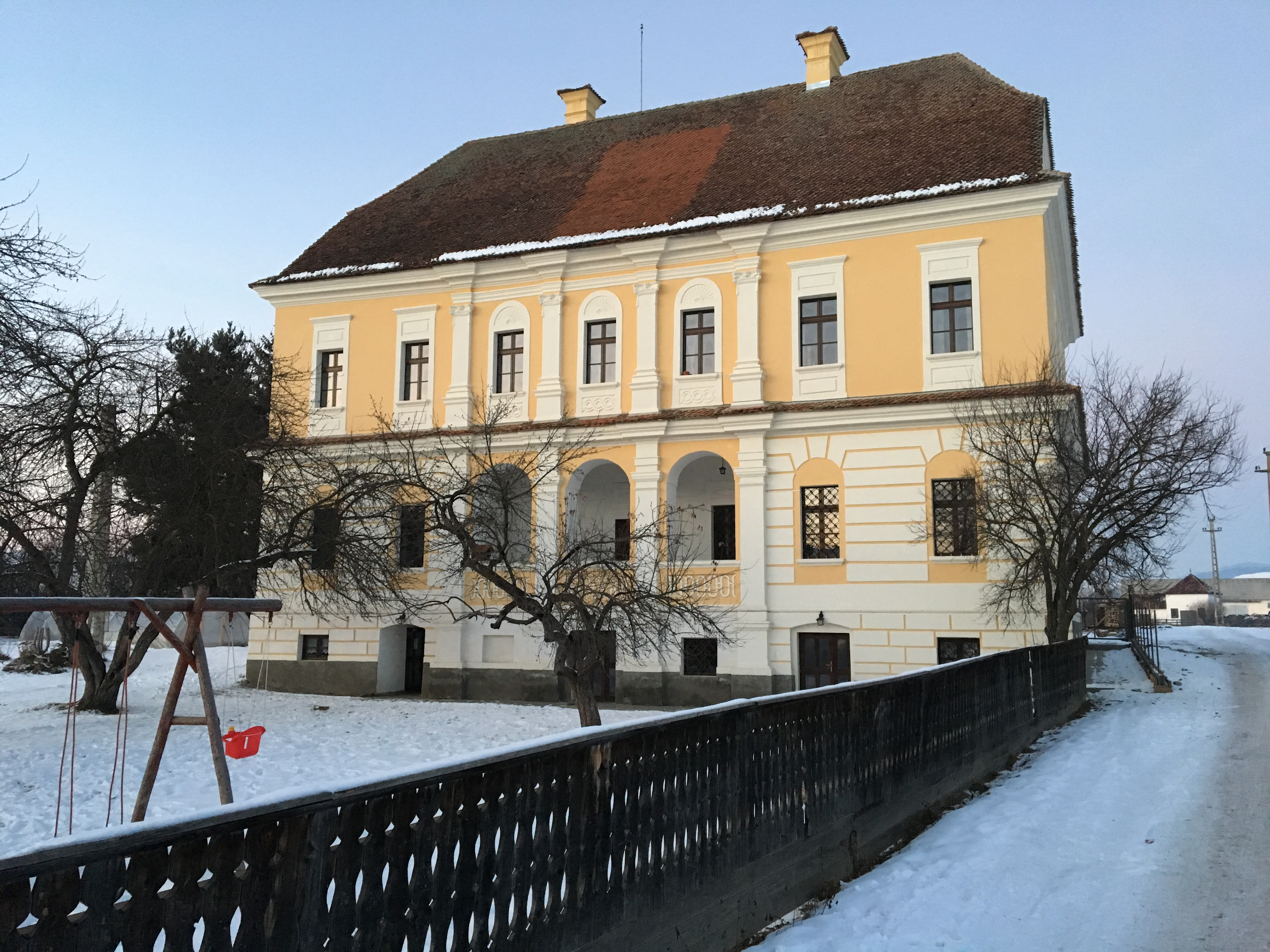
Landhaus Balázsi
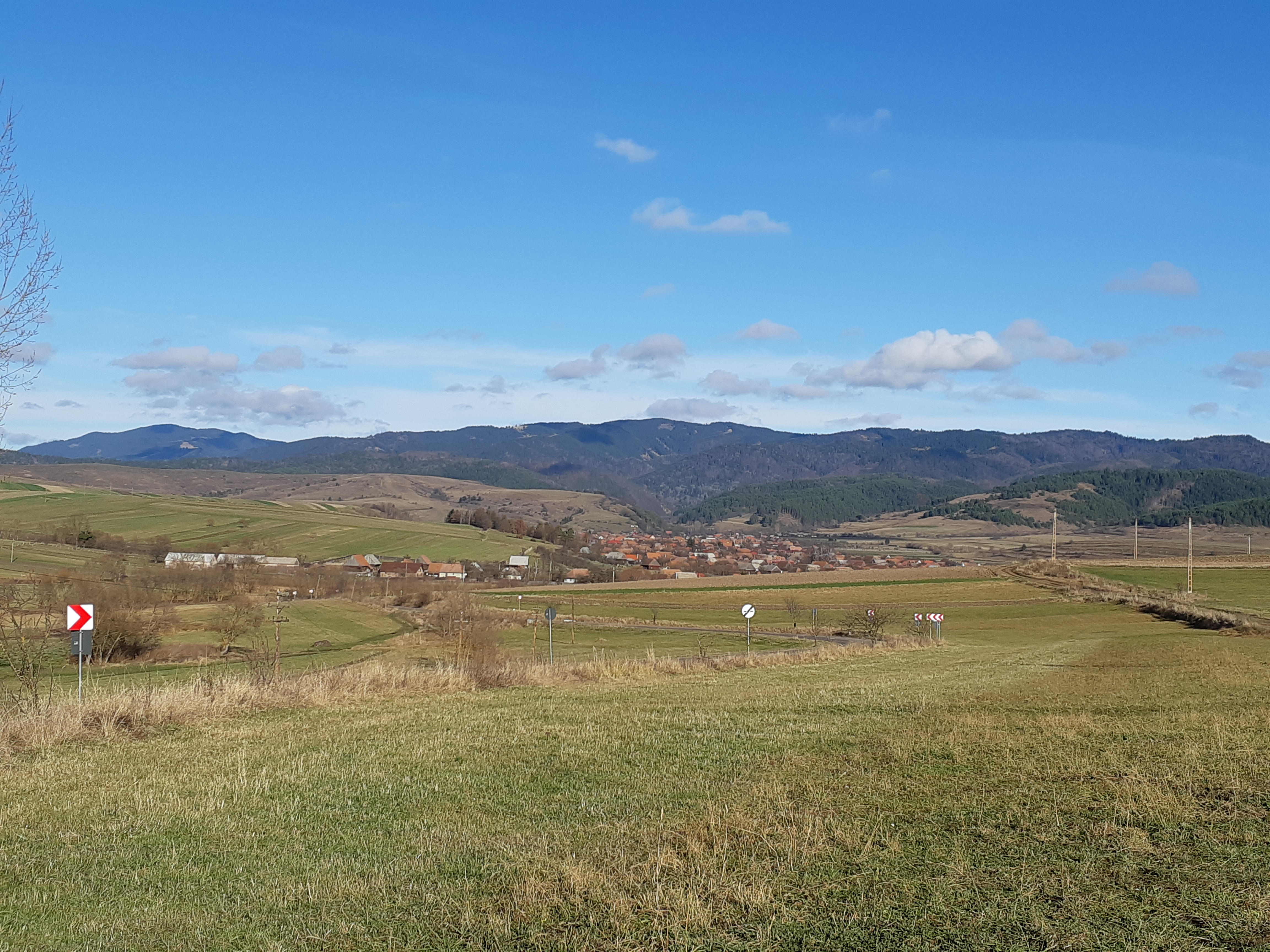
Blick auf Cașinu Nou

## Persönlichkeiten
- József Pataki (1908–1993), in Kászonjakabfalva geboren, war Historiker, Universitätsprofessor und Mitglied der Ungarischen Akademie der Wissenschaften.[11]

## Gemeindepartnerschaften
Plăieșii de Jos pflegt Partnerschaften mit den ungarischen Ortschaften Szatmárcseke, Szajol, Lepsény, Ásotthalom, Csákvár und Abasár und mit Puplinge in der Schweiz.